# Regeringen Gro Harlem Brundtland I
Regeringen Gro Harlem Brundtland I var Norges regering fra 4. februar 1981 til 14. oktober samme år. Brundtland tog over efter Odvar Nordli, for at styrke Arbeiderpartiets position før stortingsvalget 1981. Ved stortingsvalget opnåede Høyre dog flertal, og regeringen måtte gå af, efter bare 9 måneder.
| Portefølje                            | Minister              | Periode | Parti |
| ------------------------------------- | --------------------- | ------- | ----- |
| Statsminister                         | Gro Harlem Brundtland |         | Ap    |
| Udenrigsminister                      | Knut Frydenlund       |         | Ap    |
| Planlægningsminister                  | Per Kleppe            |         | Ap    |
| Fiskeriminister                       | Eivind Bolle          |         | Ap    |
| Miljøminister                         | Rolf Hansen           |         | Ap    |
| Landbrugsminister                     | Oskar Øksnes          |         | Ap    |
| Socialminister                        | Arne Nilsen           |         | Ap    |
| Forsvarsminister                      | Thorvald Stoltenberg  |         | Ap    |
| Transportminister                     | Ronald Bye            |         | Ap    |
| Finansminister                        | Ulf Sand              |         | Ap    |
| Kirke- og Undervisningsminister       | Einar Førde           |         | Ap    |
| Forbruger- og Administrationsminister | Sissel Rønbeck        |         | Ap    |
| Kommunal- og Arbejdsminister          | Harriet Andreassen    |         | Ap    |
| Olie- og Energiminister               | Arvid Johanson        |         | Ap    |
| Justitsminister                       | Bjørn Skau            |         | Ap    |
| Industriminister                      | Finn Kristensen       |         | Ap    |
| Sundheds- og Socialminister           | Kari Gjesteby         |         | Ap    |